# امیل اسمیت رو
امیل اسمیت رو (انگلیسی: Emile Smith Rowe؛ زادهٔ ۲۸ ژوئیهٔ ۲۰۰۰) بازیکن فوتبال است.
اسمیت از سال ۲۰۱۸ تاکنون عضو تیم بزرگسالان آرسنال بوده و بین سال‌های ۲۰۱۹ تا ۲۰۲۰ به صورت قرضی در تیمهای لایپزیگ آلمان و هادرزفیلد انگلستان بازی کرده‌است.
وی همچنین در تمام تیم‌های ملی فوتبال پایه انگلستان بازی کرده‌است.